# Ferenc Kovács
Ferenc Kovács (Budapest, 7 gennaio 1934 – Székesfehérvár, 30 maggio 2018) è stato un allenatore di calcio e calciatore ungherese, di ruolo centrocampista.

## Carriera

### Giocatore

#### Club
Kovács giocò nel MTK Budapest dal 1954 al 1965. Con il club capitolino ha vinto un campionato nazionale (1958) e due Coppa Mitropa (1955 e 1963).
Con il suo club raggiunse la finale della Coppa delle Coppe 1963-1964, perdendola contro lo Sporting Lisbona. Inoltre partecipò a due edizioni della Coppa dei Campioni (1955-1956 e 1958-1959) oltre a raggiungere le semifinali, perse contro i futuri campioni del Valencia, della Coppa delle Fiere 1961-1962.

#### Nazionale
Kovács ha disputato un incontro amichevole con la nazionale maggiore magiara.
Kovács nel 1960 partecipa con la nazionale olimpica al torneo olimpico di calcio di Roma, giocando tutte le partite disputate dai magiari ed ottenendo il terzo posto finale, battendo i padroni di casa dell'Italia.

### Allenatore
Lasciato il calcio giocato Kovacs rimane nella società del MTK Budapest, guidando le giovanili e poi la formazione "B", per divenire allenatore della prima squadra nel biennio 1968-1969. Con il MTK vince la Magyar Kupa 1968, sconfiggendo in finale l'Honvéd.
Dopo aver allenato per due anni l'Eger, nel 1972 passa alla guida del Videoton con cui ottiene il secondo posto nella stagione 1975-1976.
Nel 1977 guida il Vasas, con cui ottiene il quinto posto in campionato e viene eliminato al primo turno della Coppa dei Campioni 1977-1978.
Dopo l'esperienza al Vasas viene scelto come commissario tecnico della nazionale maggiore magiara, reduce dal deludente mondiale argentino del 1978, a cui aveva partecipato come vice di Lajos Baróti. 
I risultati della nazionale non miglioreranno neanche sotto la sua guida, dato che i magiari non riusciranno a superare le qualificazioni per il Campionato europeo di calcio 1980.
Nel 1980 passa alla guida del Debrecen, con cui retrocederà in cadetteria al termine della stagione 1982-1983.
Nel 1983 torna alla guida del Videoton, con cui in campionato ottiene due terzi posti nel 1984 e 1985. Risultato di prestigio fu il raggiungimento della finale della Coppa UEFA 1984-1985 contro gli spagnoli del Real Madrid, che fu onorata con la vittoria al Stadio Santiago Bernabéu per 1-0, risultato che però non fu sufficiente a causa della sconfitta casalinga per 3-0.
Con il Videoton vince due Coppa Piano Karl Rappan nel 1983 e 1984.
Nel 1986 si trasferisce in Spagna per allenare il Las Palmas, società militante nella massima serie. Viene esonerato dalla guida della squadra della Gran Canaria alla 29ª giornata, venendo sostituito da Germán Dévora.
Dopo un terzo ritorno al Videoton, passa al guida del Szeged SC e poi nel 1990 all'Újpest, con cui vinse la Magyar Kupa 1991-1992.
Dal 2008 alla morte diviene presidente onorario del Videoton.

## Statistiche

### Cronologia presenze e reti in nazionale
| Cronologia completa delle presenze e delle reti in nazionale ― Ungheria | Cronologia completa delle presenze e delle reti in nazionale ― Ungheria | Cronologia completa delle presenze e delle reti in nazionale ― Ungheria | Cronologia completa delle presenze e delle reti in nazionale ― Ungheria | Cronologia completa delle presenze e delle reti in nazionale ― Ungheria | Cronologia completa delle presenze e delle reti in nazionale ― Ungheria | Cronologia completa delle presenze e delle reti in nazionale ― Ungheria | Cronologia completa delle presenze e delle reti in nazionale ― Ungheria |
| Data                                                                    | Città                                                                   | In casa                                                                 | Risultato                                                               | Ospiti                                                                  | Competizione                                                            | Reti                                                                    | Note                                                                    |
| ----------------------------------------------------------------------- | ----------------------------------------------------------------------- | ----------------------------------------------------------------------- | ----------------------------------------------------------------------- | ----------------------------------------------------------------------- | ----------------------------------------------------------------------- | ----------------------------------------------------------------------- | ----------------------------------------------------------------------- |
| 13-11-1955                                                              | Budapest                                                                | Ungheria                                                                | 4 – 2                                                                   | Svezia                                                                  | Amichevole                                                              | -                                                                       | 46’                                                                     |
| Totale                                                                  |                                                                         | Presenze                                                                | 1                                                                       |                                                                         | Reti                                                                    | 0                                                                       |                                                                         |

### Cronologia presenze e reti nella nazionale olimpica
| Cronologia completa delle presenze e delle reti in nazionale ― Ungheria Olimpica | Cronologia completa delle presenze e delle reti in nazionale ― Ungheria Olimpica | Cronologia completa delle presenze e delle reti in nazionale ― Ungheria Olimpica | Cronologia completa delle presenze e delle reti in nazionale ― Ungheria Olimpica | Cronologia completa delle presenze e delle reti in nazionale ― Ungheria Olimpica | Cronologia completa delle presenze e delle reti in nazionale ― Ungheria Olimpica | Cronologia completa delle presenze e delle reti in nazionale ― Ungheria Olimpica | Cronologia completa delle presenze e delle reti in nazionale ― Ungheria Olimpica |
| Data                                                                             | Città                                                                            | In casa                                                                          | Risultato                                                                        | Ospiti                                                                           | Competizione                                                                     | Reti                                                                             | Note                                                                             |
| -------------------------------------------------------------------------------- | -------------------------------------------------------------------------------- | -------------------------------------------------------------------------------- | -------------------------------------------------------------------------------- | -------------------------------------------------------------------------------- | -------------------------------------------------------------------------------- | -------------------------------------------------------------------------------- | -------------------------------------------------------------------------------- |
| 26-8-1960                                                                        | L'Aquila                                                                         | Ungheria olimpica                                                                | 2 – 1                                                                            | India olimpica                                                                   | Olimpiadi 1960                                                                   | -                                                                                |                                                                                  |
| 29-8-1960                                                                        | Napoli                                                                           | Ungheria olimpica                                                                | 6 – 2                                                                            | Perù olimpica                                                                    | Olimpiadi 1960                                                                   | -                                                                                |                                                                                  |
| 1-9-1960                                                                         | Roma                                                                             | Ungheria olimpica                                                                | 7 – 0                                                                            | Francia olimpica                                                                 | Olimpiadi 1960                                                                   | -                                                                                |                                                                                  |
| 6-9-1960                                                                         | Roma                                                                             | Danimarca olimpica                                                               | 2 – 0                                                                            | Ungheria olimpica                                                                | Olimpiadi 1960                                                                   | -                                                                                |                                                                                  |
| 9-9-1960                                                                         | Roma                                                                             | Ungheria olimpica                                                                | 2 – 1                                                                            | Italia olimpica                                                                  | Olimpiadi 1960                                                                   | -                                                                                |                                                                                  |
| Totale                                                                           |                                                                                  | Presenze                                                                         | 5                                                                                |                                                                                  | Reti                                                                             | 0                                                                                |                                                                                  |

## Palmarès

### Calciatore

#### Club

##### Competizioni nazionali
- Campionato ungherese: 1

MTK Budapest: 1957-1958

##### Competizioni internazionali
- Coppa Mitropa: 2

Vasas: 1962, 1965

#### Nazionale
- Bronzo olimpico: 1

Roma 1960

### Allenatore

#### Competizioni nazionali
- Coppa d'Ungheria: 2

MTK Budapest: 1968
Újpesti Dózsa: 1992

#### Competizioni internazionali
- Coppa Piano Karl Rappan: 2

Videoton: 1983, 1984